# Warlock (New Mutants)
Pour les articles homonymes, voir Warlock.
Ne doit pas être confondu avec Adam Warlock.
Warlock est un super-héros extraterrestre évoluant dans l'univers Marvel de la maison d'édition Marvel Comics. Créé par le scénariste Chris Claremont et le dessinateur Bill Sienkiewicz, le personnage de fiction apparaît pour la première fois dans le comic book New Mutants #18 en août 1984.

## Biographie du personnage

### Origines
Warlock est un extraterrestre appartenant à l'espèce appelée Technarchy, des êtres techno-organiques qui survivent en infectant des créatures vivantes avec un virus transmode, avant de drainer leur essence vitale.

### Le Nouveau Mutant
Warlock, mutant au sein de sa race, possédait un grand degré de compassion. Il était aussi le fils de Magus, le roi. Ce dernier avait affronté les X-Men et les Nouveaux Mutants et Warlock rejoignit ces derniers, devenant le meilleur ami de Doug Ramsey (Cypher).
Lors d'une aventure sur Asgard, Warlock, pour survivre, tua et draina l'essence vitale d'un dragon.
Un jour, il fut défié par l'Homme Impossible, lui aussi métamorphe, et gagna en changeant de couleur, ce que ne pouvait pas faire l'extraterrestre vert.
Quand Doug Ramsey fut tué par l'Ani-Mator, dévasté, il vola son cadavre mais le restitua à la demande de ses coéquipiers.
Lors du crossover Inferno, les pouvoirs de Warlock se révélèrent très utiles pour repousser la menace démoniaque.
Quand débuta le cross-over X-tinction Agenda, Warlock, Rictor, Félina et Meltdown furent enlevés par Cameron Hodge, le dirigeant de Genosha. Ce dernier tenta de voler les pouvoirs métamorphes de l'alien, et Warlock fut tué pendant le processus. Ses cendres furent répandues sur la tombe de Doug par Meltdown.
Dans un continuum temporel (dont le nexus est la libération du sorcier KulanGath du collier dans lequel il a été emprisonné) Warlock est tué par Séléné (uncanny xmen 191). 
Avant de mourir il transmet son état à Ororo. 

### Douglock
Plus tard, un groupuscule terroriste humain récupéra ces cendres et injecta à ses membres l'ADN de Warlock. Les infectés se nommèrent la Phalanx. L'un d'eux s'appelait Douglock, un clone techno-organique possédant les souvenirs de Doug Ramsey. Douglock rejoignit par la suite l'équipe anglaise Excalibur et eut une courte liaison avec Félina, la pupille de Moira MacTaggert.
Une agence secrète nommée Black Air pactisa avec le Club des Damnés pour réveiller un démon caché dans une crypte à Londres. Douglock fut capturé pour servir dans l'incantation mais Captain Britain  se servit des connaissances glanées dans une réalité alternative pour vaincre l'organisation.

### Le retour
Découvrant qu'il n'était en fait pas vraiment mort, mais qu'il avait juste assimilé les souvenirs de Doug, Douglock reprit sa forme de Warlock et devint aventurier. Il voyagea en compagnie d'une jeune mutante nommée Hope et de son singe. La jeune fille pouvait transmettre le virus techno-organique, tout en y étant totalement immunisée. Ils partagèrent quelques aventures avec Spider-Man, Shadowcat, Iron Man, et luttèrent contre Psycho-Man. Puis Warlock repartit vivre sur l'Île de Muir.
Lorsque la base scientifique de Moira MacTaggert fut attaquée par Bastion, Warlock et Félina repoussèrent l'envahisseur.
Warlock retourna ensuite aux États-Unis pour aider les Vengeurs à vaincre son père, Magus.

### Annihilation Conquest
Quand Nova / Richard Rider, infecté par le virus transmode, chercha un moyen de vaincre la Phalanx, il voyagea jusque sur Kvch, le monde natal de la Technarchy. Il rencontra Warlock et son fils Tyro, élevé dans la compassion par son père. S'ensuivit un combat contre Drax le destructeur et Gamora, lancés à la poursuite du dernier Centurion des Nova Corps. Warlock sacrifia toute son énergie vitale pour guérir Nova, puis fut ressuscité par Tyro, qui avait volé l'énergie d'un robot géant de la Phalanx.
Warlock décida d'aider Nova et l'accompagna pour affronter Ultron. Grâce à son virus, il chassa la conscience informatique du corps d'Adam Warlock. Après la victoire, Warlock resta avec Wraith et Tyro pour guérir les infectés Kree.

## Pouvoirs et capacités
Warlock est un extraterrestre au corps bio-mécanique. Il est plus résistant qu'un être organique et peut soulever quelques centaines de kilos. Il se nourrit en absorbant l'énergie, qu'elle soit électrique ou vitale. Il la convertit en énergie et l'utilise pour former des scanners, compresser ou accroitre sa taille (entre 1 et 60 mètres) et sa force.
De par sa nature, il peut fusionner et communiquer avec tout système informatique. Son intelligence naturelle est incroyable.
- Warlock contrôle son corps à volonté et peut prendre la forme qu'il désire, même celle de machines ou d'êtres humains.
- Il peut relâcher une partie de son énergie sous la forme de rafales, mais économise autant que possible son énergie, donc utilise très rarement cette forme d'attaque à distance.
- Il peut transmettre un virus techno-organique quand il draine l'énergie d'autrui au contact, mais répugne à infecter des êtres vivants de la sorte.
- Insensible au vide spatial et, n'ayant pas besoin de respirer, il se déplace dans l'espace en se transformant en onde électrique.